# Priestley Lake
Priestley Lake är en sjö i Antarktis. Den ligger i Östantarktis. Nya Zeeland gör anspråk på området. Priestley Lake ligger 25 meter över havet.